# ELA-3
ELA-3 (Ensembles de Lancement Ariane) jest obecnie jednym z trzech stanowisk startowych wykorzystywanych w kosmodromie Kourou. Startują z niego rakiety Ariane 5.
Kompleks startowy składa się z trzech części:platformy startowej i hal montażowych (hali wstępnej, w której budowane są rakiety, oraz budynku końcowego przygotowania, w którym do rakiety montowany jest ładunek), połączonych torowiskiem, do transportu rakiet już ustawionych pionowo (metoda wcześniej wykorzystywana przez NASA do transportu rakiet Saturn V i promów kosmicznych na platformę).